# Sociaal-Liberale Partij
Pour les articles homonymes, voir SLP et Spirit.
Sociaal-Liberale Partij (Parti social-libéral), anciennement VlaamsProgressieven (« ProgressistesFlamands »), anciennement Spirit (Sociaal, Progressief, Internationaal, Regionalistisch, Integraal-democratisch en Toekomstgericht) fut un parti politique belge prônant le confédéralisme ; sur le plan politique, le parti prône un libéralisme de gauche. 
En décembre 2009, le SLP fusionne avec le parti vert flamand Groen.
Il résulte de la scission du parti nationaliste flamand, la Volksunie et forme une alliance (un cartel) avec le SP.a. La Volksunie s'est séparée en deux partis, le Spirit, de droite modérée et libérale, et le parti de droite N-VA qui forme un cartel avec les chrétiens-démocrates du CD&V. La formation d'un cartel est généralement considérée comme de nature à exercer une influence importante sur la politique flamande et belge. La formation de ce cartel a provoqué le départ de l'aile libérale du parti vers les Vlaamse Liberalen en Democraten.
Son congrès fondateur, les 9 et 10 novembre 2001, s'est tenu au Metropolis à Anvers. Selon ses statuts : « Spirit est un parti de libéral-démocrates flamand, européen, mondial. »
Le parti a changé de nom le 19 mars 2008, à la suite des mauvais résultats électoraux du cartel Sp.a-Spirit aux élections fédérales du 10 juin 2007.  Le nouveau nom rappelle en deux mots les deux principales valeurs du parti : flamand et progressiste. Ils permettent au parti de se différencier des autres partis car aucun autre parti n'est à la fois (régionaliste) flamand et progressiste.

## Membres et dirigeants
Le parti est présidé par Geert Lambert depuis le 13 décembre 2008.  
Parmi les principaux dirigeants de ce parti, on trouve également : Els Van Weert (vice-présidente), Pol Vanden Bempt et Annelies Storms (trésorière).

## Histoire du parti

### Spirit
Parti régionaliste, démocratique, conservateur et du centre. Il naquit lors de la 2e implosion de la Volksunie.

### Sociaal-Liberale Partij
Le changement de nom des VlaamsProgressieven en Sociaal-Liberale Partij est annoncé le 31 décembre 2008 par Geert Lambert.

### Fusion avecGroen
Le 19 décembre 2009, le conseil du parti décide d'une fusion avec le parti écologiste flamand. Le nom SLP disparait du paysage politique.

## Mandats politiques
Le SLP compte un sénateur fédéral: Geert Lambert
Nelly Maes (députée européenne de 1998 à 2004, élue avec la Volksunie), est aussi la première présidente de l'Alliance libre européenne depuis 2004, dont le SLP est membre fondateur.

## Statuts
Extraits des statuts de Spirit adoptés en 2001 :
- [§2]  « La démocratie est la source d'inspiration première de notre action et de nos efforts. Aux yeux de Spirit, la démocratie constitue une attitude éthique fondamentale, qui pénètre toute notre action et notre pensée et reste un élément constamment présent. C'est avec détermination que nous nous posons en défenseurs de la démocratie contre ceux qui mettent en péril la société par des actes de violence ou des sentiments de haine. »

- [§3] « Le fédéralisme intégral est notre fil conducteur pour la mise en place d'une administration et d'un ordre régissant la société. Du quartier jusqu'au monde, de l'individu jusqu'à la communauté, le fédéralisme intégral est le garant de l'engagement et de la participation de chacun. Responsabilités et compétences de décision ne seront transférées à un niveau supérieur que dans la mesure où un tel transfert favorise la fonctionnalité et la solidarité, tout en offrant la garantie d'une concertation démocratique accrue. »